# Wilhelmus van Nassouwe

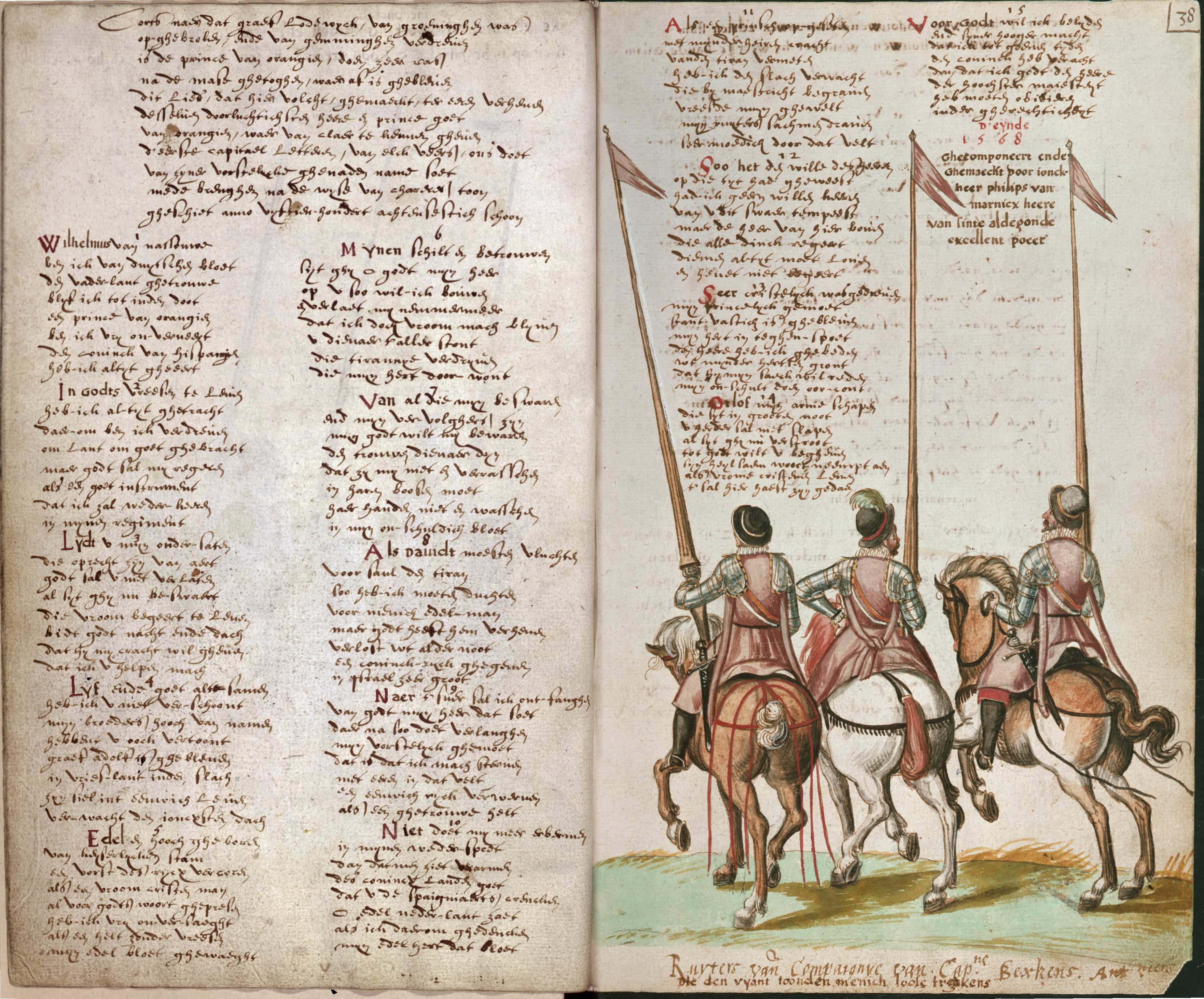
Tidig version av sången bevarad på ett manuskript från 1617.

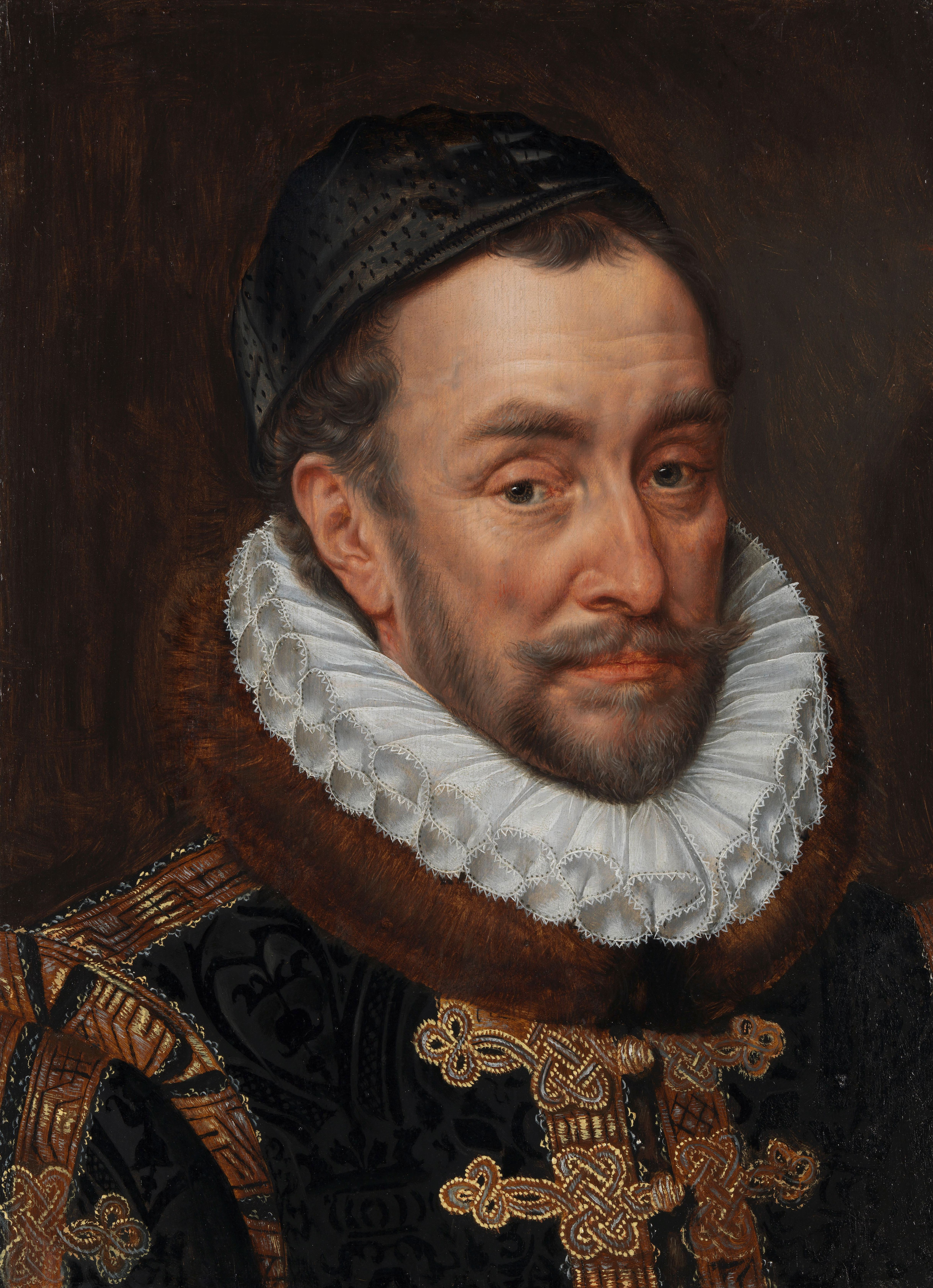
Wilhelm av Oranien, år 1580

Wilhelmus van Nassouwe är Nederländernas nationalsång och fick officiell status den 10 maj 1932. Namnet betyder "Wilhelm av Nassau" (i folkmun Het Wilhelmus). Sången skrevs på 1570-talet som en hyllning till Wilhelm av Oranien. Den är den äldsta nationalsången i världen. Det är en geuse-sång. "Geuzen" kallade sig de som kämpade mot den spanska överhögheten i 80-åriga kriget (1568-1648). Texten sägs vara skriven av Philips van Marnix, herre av Sint Aldegonde (1538-1598). Detta är dock ifrågasatt.
Sången har 15 verser och i den ursprungliga texten formade versernas första bokstäver texten "Willem van Nassov" (V och U kunde vid den tiden bytas ut)
Från 1815 fram till 1932 var Wien Neerlands Bloed(en) den officiella nationalsången.

## Text

### Första versen
Wilhelmus van Nassouwe
ben ik, van Duitsen bloed,
den vaderland getrouwe
blijf ik tot in den dood.
Een Prinse van Oranje
ben ik, vrij, onverveerd,
den Koning van Hispanje
heb ik altijd geëerd.
På svenska:
Wilhelm av Nassau
är jag, av tyskt blod
faderlandet trogen
förblir jag in i döden
en Prins av Oranien
är jag, fri, oförfärad
Konungen av Spanien
har jag alltid ärat.

### Sjätte versen
Ibland sjunges även denna vers officiellt.
Mijn schild ende betrouwen
Zijt Gij Oh, God Mijn heer
Op U zo wil ik bouwen,
verlaat mij nimmer meer
Dat ik toch vroom mag blijven
Uw dienaar t'aller stond,
de tirannie verdrijven
Die mij mijn hart doorwond.
På svenska:
Min sköld och förtröstan
är du, Gud min herre
Det är dig jag vill lita på,
lämna mig aldrig mer
(Gör) Att jag må förbli from,
Din tjänare i varje stund,
driva bort tyranniet
som har sårat mitt hjärta.

## Andra sånger till samma melodi
Melodin är även känd i Sverige som Ack, Göta konungarike, vars text är belagd sedan 1626 i samma stil som originalet men har kung Gustav Vasa som frihetshjälten.  
I Sverige tolkades även sången på 70-talet av Carin Kjellman och Ulf Gruvberg (som senare bildade folkmusikgruppen Folk och Rackare) under namnet "Ankomstsång" (på LP:n "Med rötter i medeltiden", Sonet 1974) med följande text: "Godafton alla ni som vi omkring oss ser / Om uppmärksamhet vi nu vördsamt kräver och ber / Våra sånger de är gamla och av många skilda slag / berättar om kärlek, liv och död, och slitsam arbetsdag." Okänt om detta återspeglar en äldre tradition av sången i svensk vistradition eller framfördes första gången av Folk och Rackare.